# Bisdom Ketapang
Het bisdom Ketapang (Latijn: Dioecesis Ketapangensis) is een rooms-katholiek bisdom met als zetel Ketapang, hoofdstad van het regentschap Ketapang, in Indonesië. Het bisdom is suffragaan aan het aartsbisdom Pontianak. 

## Geschiedenis
Het bisdom werd opgericht op 14 juni 1954, als de apostolisch prefectuur Ketapang, uit delen van het apostolisch vicariaat Pontianak. Op 3 januari 1961 werd het verheven tot bisdom. Op 9 april 1968 verloor het gebied bij de oprichting van de apostolische prefectuur Sekadau.

## Parochies
Het bisdom had in 2021 een oppervlakte van 35.809 km2 en telde 604.188 inwoners waarvan 22,2% rooms-katholiek was.

## Bisschoppen
- Gabriel Willem Sillekens (prefect: 25 augustus 1954, bisschop: 3 januari 1961 - 15 maart 1979)
- Blasius Pujoraharja (15 maart 1979 - 25 juni 2012)
- Pius Riana Prapdi (25 juni 2012 - heden)

## Galerij van afbeeldingen

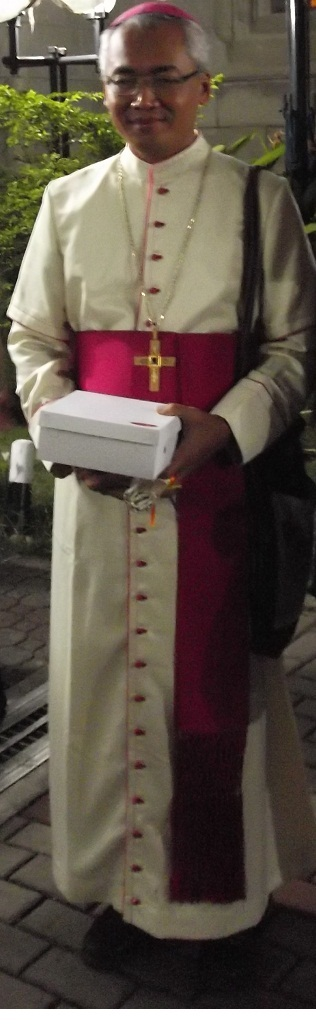
Bisschop Pius Riana Prapdi (2012-heden)
Kerkprovincie met aartsbisdom en suffragane bisdommen

Pontianak (aartsbisdom) · Ketapang · Sanggau · Sintang